# William Burkill
William "Bill" Burkill (Walsall, West Midlands) va ser un ciclista anglès que va competir com amateur. Del seu palmarès destaca la medalla de plata al Campionat del món en ruta de 1922 per darrere del seu compatriota David Marsh.